# Émilie Brout & Maxime Marion
Émilie Brout & Maxime Marion, nés en 1984 et 1982, sont un duo d'artistes vidéastes franco-luxembourgeois.

## Biographie
Émilie Brout & Maxime Marion commencent leur collaboration durant leurs études à l'École nationale supérieure des arts décoratifs de Paris.
Leur travail a intégré des collections telles que celles du Centre Pompidou et de FRAC (Fonds Régionaux d'Art contemporain) à travers la France, et a été largement couvert par des médias tels que Zérodeux, Le Monde, Arte, Les Inrocks, Libération, Beaux-Arts, Frieze, Observer ou BBC. Ils ont été exposés dans des institutions internationales tels que le KW Institute for Contemporay Art, le Centre Pompidou, le Casino Luxembourg, le BPS22 ou encore le MAC VAL, et ont notamment bénéficié d'expositions personnelles à la Chaufferie (Haute École des arts du Rhin, Strasbourg), la Villa du Parc (Annemasse) et aux galeries 22,48 m² (Paris) et Steve Turner (Los Angeles).

## Démarche artistique
Les œuvres d’Émilie Brout & Maxime Marion explorent les usages, le langage et la culture à l’heure d’Internet, notamment la circulation des images en ligne et leur mise en récit. Avec la vidéo, l'installation et le web comme médiums de prédilection, les artistes interrogent ainsi au fil de leurs recherches les relations qui distinguent une œuvre d’art d’un produit de consommation, un objet de sa représentation idéalisée.